# 19 Pułk Artylerii Przeciwpancernej

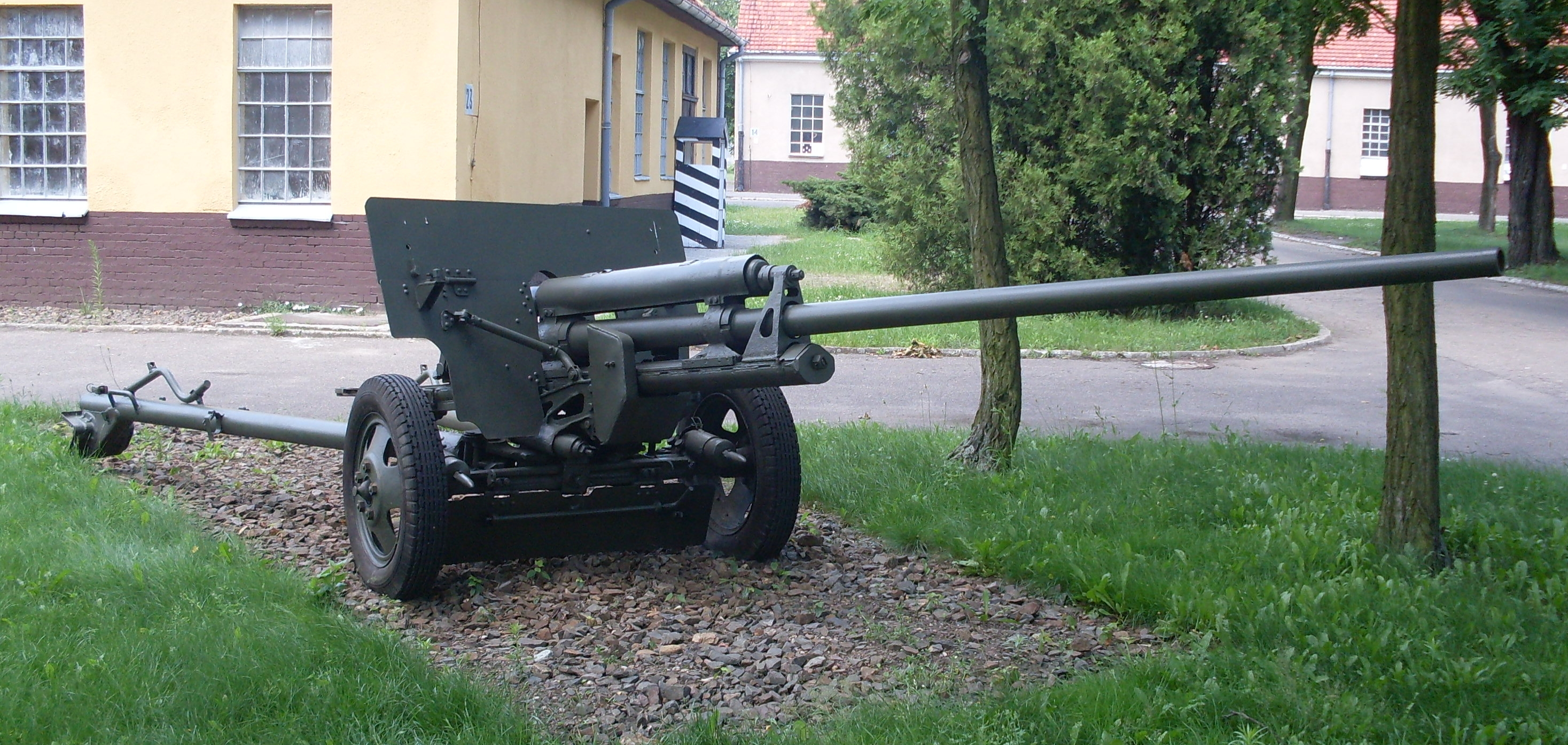
Armata przeciwpancerna wz. 1943 ZIS-2

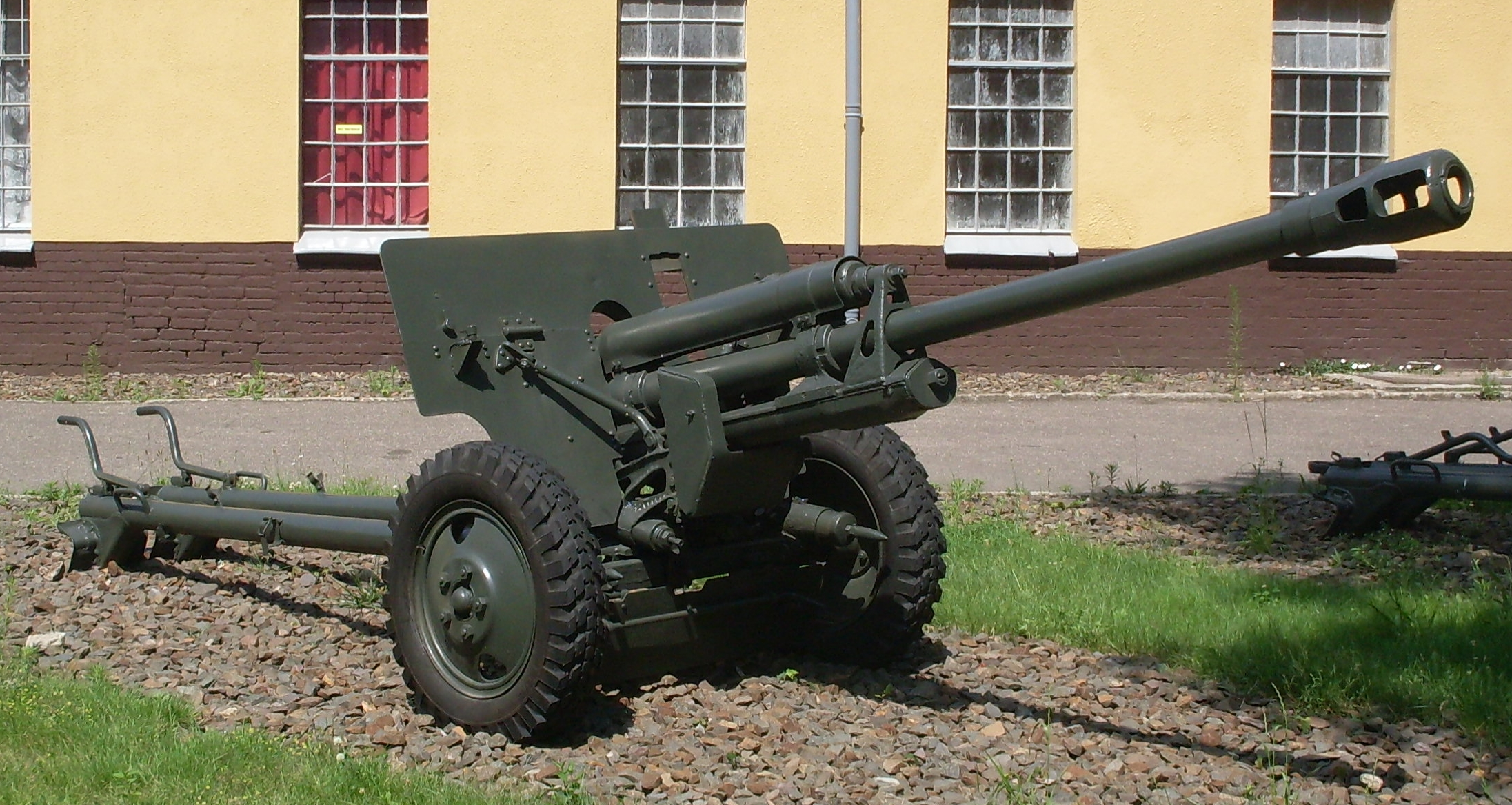
Armata dywizyjna wz. 1942 ZIS-3

19 pułk artylerii przeciwpancernej (19 pappanc) – oddział artylerii przeciwpancernej ludowego Wojska Polskiego.

## Formowanie i walki
Pułk sformowany został we wsi Czerwone, w rejonie m. Sumy, na podstawie rozkazu nr 05/OU dowódcy 1 Armii Polskiej w ZSRR z 7 maja 1944. Był jednym z trzech pułków wchodzących w skład 4 Brygady Artylerii Przeciwpancernej. Walczył na Wale Pomorskim pod Szwecją, Jastrowiem. Pod Gryficami żołnierze pułku wzięli do niewoli cały sztab faszystowskiej francuskiej dywizji. Nad Odrą wspierał ogniem piechotę pod Alt Reetz, Wriezen i Altwriezen. Szlak bojowy pułk zakończył 8 maja 1945 pod Nauen. 28 maja 1945 Rada Najwyższa ZSRR odznaczyła pułk Orderem Aleksandra Newskiego. 12 lipca 1945 pułk przybył do pokojowego garnizonu Pszczyna.

## żołnierze pułku
Dowódcy pułku
- mjr Zagumienny (7 V – 2 VII 1944)
- mjr Donat Zawiłow (od 12 VII 1944)

Dowódcy baterii
Dowódcy 1 baterii
- Kuprioszyn M. – por. – (7.V. – l.VI.1944 r.)
- Wołoszczak B. – ppor.  – (1.VI.1944 r. – 29.IV.1945 r.)
- Rostopsza Bazyli – s. Jana – kpt. – (29.IV. – 9.V.1945 r.)

Dowódcy 2 baterii
- Apuchtin Rościsław – por. – (2 X. – 25.XI.1944 r.)
- Kryworuczenko Piotr – s. Tichona – ppor. – (25.XI.1944 r. – 9.V.1945 r.)

Dowódcy 3 baterii
- Letienko A. – por. – (7.V. – 1.VII.1944 r.)
- Gołowienko Bazyli – s. Sylwestra – por. – (22.VIII.1944 r. – 20.IV.1945 r.)
- Charkowski  Wiktor – s. Jana – ppor. – (20.IV. – 9.V.1945 r.)

Dowódcy 4 baterii
- Aleksandrów Aleksander – s. Teodora – por. – zmarł z ran 22.X.1944 r. w Otwocku – (7.V. – 23. X 1944 r.)
- Margielewicz Wiktor – s. Aleksandra – ppor. – (26.XI.1944 r. – 8.n. 1945 r.)

Dowódcy 5 baterii
- Sarapułow Jerzy – por. – (7.V. – 20.VIII.1944 r.)
- Judin Aleksander – s. Filipa – kpt. – (20.VIII.1944 r. – 9.V.1945 r.)

Dowódcy 6 baterii
- Mażej Dymitr – ppor. – (19.II. – 17.IV.1945 r.)
- Polak Michał – s. Józefa – chor. – (17.IV. – 9.V.1945 r.)

Źródło Lista oficerów 4 brygady.

## Marsze i działania bojowe
|  |  |

|  |  |